# Karol Sevilla
Karol Itzitery Piña Cisneros (Cidade do México, 9 de novembro de 1999), mais conhecida pelo nome artístico Karol Sevilla, é uma atriz e cantora mexicana. É conhecida pelo papel da protagonista Luna Valente, na telenovela do Disney Channel Soy Luna, sucessora de Violetta, conhecida também por interpretar Lupe, em Siempre Fui Yo, uma série da Disney+, e Teresa Rondia em Casí el Paraíso.

## Biografia
Karol Itzitery Piña Cisneros nasceu na Cidade do México e é graduada pela turma de 2006-2008 do CEA  (Centro de Educación Artística), da Televisa. Tem um irmão mais velho.
Iniciou sua carreira em comerciais de TV aos seis anos de idade, antes de chegar em séries e telenovelas. Atuou em obras na rede Televisa, exemplo de Soy Luna, Como dice el dicho, no episódio No vale llorar sobre la leche derramada; e La rosa de Guadalupe, em capítulos como "El beso del principe sapo", "El inquilino", "Los ojos del amor", "El triunfo de la vida", "Sin Hogar" e "En su sombra", em ''Querida Enemiga'' ela também participou, atuando no setor infantil. Ela também participou de comédias musicais como El Mago de Oz e Timbiriche Musical.
Interpretou Luna Valente, protagonista da telenovela do Disney Channel, Soy Luna.

## Filmografia

### Filmes
| Ano  | Título                    | Papéis         | Notas                           |
| ---- | ------------------------- | -------------- | ------------------------------- |
| 2008 | Spam                      | Sofía          | Elenco de apoio                 |
| 2018 | Ralph Breaks the Internet | Dani Fernández | Dubladora; Dublagem em espanhol |
| 2024 | Casi el Paraíso           | Teresa Rondia  | Finalização                     |

### Televisão
| Ano            | Título                  | Papéis                              | Notas                                  |
| -------------- | ----------------------- | ----------------------------------- | -------------------------------------- |
| 2006           | Plaza Sésamo            | Extra                               | Estreia como atriz                     |
| 2008           | Querida Enemiga         | Gina Liñán Mendiola                 |                                        |
| 2008–2015      | La Rosa de Guadalupe    | Vários papéis                       | 11 episódios                           |
| 2009           | Mujeres Asesinas        | Cecília criança                     | Episódio: "Cecilia, prohibida"         |
| 2010–2011      | Para Volver a Amar      | Monse                               | 4 episódios                            |
| 2011           | Amorcito Corazón        | María Luz "Marilu" Lobo Ballesteros | Papel de apoio; 2 Episódios            |
| 2012–2014      | Como Dice el Dicho      | Tatis - Renata                      | 2 Episódios                            |
| 2013           | Qué Bonito Amor         | Lucía                               |                                        |
| 2016– presente | Sou Luna                | Luna Valente                        | Protagonista; 220 episódios            |
| 2017           | Junior Express          | Angie                               | Convidada especial; 1 Episódio         |
| 2019           | Pequeños Gigantes       | Ela mesma                           | Jurada (quarta temporada); 7 episódios |
| 2021           | Sou Luna: O Último Show | Luna Valente                        | Disney+ Documentário                   |
| 2022-2024      | Siempre Fui Yo          | Lupe Díaz                           | Protagonista; 18 episódios             |

## Teatro
| Ano       | Título               | Papéis               | Notas               |
| --------- | -------------------- | -------------------- | ------------------- |
| 2008      | A Noviça Rebelde     | Gretel               | Personagem infantil |
| 2010      | Timbiriche o Musical | Ela mesma            | Cantora             |
| 2010-2013 | Annie (musical)      | Annie                | Protagonista        |
| 2012      | O mágico de Oz       | Dorothy              | Protagonista        |
| 2014      | Fantabulosa          | Fantabulosa          | Protagonista        |
| 2014-2015 | Chapeuzinho Vermelho | Chapeuzinho Vermelho | Protagonista        |

## Discografia

### Álbuns de trilha sonora
| Título                                                                                    | Detalhes da trilha sonora                                                                                 | Posições de pico no gráfico | Posições de pico no gráfico | Posições de pico no gráfico | Posições de pico no gráfico | Posições de pico no gráfico | Posições de pico no gráfico | Posições de pico no gráfico | Posições de pico no gráfico | Certificações                                                     |
| Título                                                                                    | Detalhes da trilha sonora                                                                                 | ARG                         | AUT                         | FRA                         | GER                         | MEX                         | POL                         | PRT                         | SPA                         | Certificações                                                     |
| ----------------------------------------------------------------------------------------- | --- | --------------------------- | --------------------------- | --------------------------- | --------------------------- | --------------------------- | --------------------------- | --------------------------- | --------------------------- | ----------------------------------------------------------------- |
| Soy Luna                                                                                  | - Lançamento: 26 de fevereiro de 2016 - Gravadora: Walt Disney - Formato: CD, digital download, streaming | 1                           | 8                           | 6                           | 20                          | 5                           | 47                          | 3                           | 1                           | - AMPROFON: Ouro - CAPIF: Platina - PROMUSICAE: Ouro - ZPAV: Ouro |
| Música En Ti                                                                              | - Lançado: 26 de agosto de 2016 - Gravadora: Walt Disney - Formato: CD, digital download, streaming       | 1                           | 24                          | 29                          | 73                          | 10                          | —                           | 22                          | 11                          | - AMPROFON: Ouro                                                  |
| La Vida Es Un Sueño                                                                       | - Lançado: 3 de março de 2017 - Gravadora: Walt Disney - Formato: CD, digital download, streaming         | 3                           | 17                          | 25                          | 32                          | 3                           | —                           | —                           | 5                           | - AMPROFON: Ouro[carece de fontes?]                               |
| Modo Amar                                                                                 | - Lançado: 6 de abril de 2018 - Gravadora: Walt Disney - Formato: CD, digital download, streaming         | —                           | 28                          | —                           | 67                          | —                           | —                           | —                           | 18                          |                                                                   |
| Siempre Fui Yo                                                                            | - Lançado: 15 de junho de 2022 - Gravadora: Walt Disney - Formato: Digital download, streaming            | —                           | —                           | —                           | —                           | —                           | —                           | —                           | —                           |                                                                   |
| Siempre Fui Yo 2                                                                          | - Lançado: 17 de janeiro de 2024 - Gravadora: Walt Disney - Formato: Digital download, streaming          | —                           | —                           | —                           | —                           | —                           | —                           | —                           | —                           |                                                                   |
| "—" denota uma gravação que não entrou nas paradas ou não foi lançada naquele território. | |                             |                             |                             |                             |                             |                             |                             |                             |                                                                   |

### Como artista principal
| "Mil Besos Por Segundo"                                                                   | 2019 | — | Singles sem álbum |  |  |  |  |  |  |  |  |  |  |
| "Vuélveme a Mirar Así"                                                                    | 2020 | — | Singles sem álbum |  |  |  |  |  |  |  |  |  |  |
| "Coro de Amor (com Emilio)                                                                | 2020 | — | E2                |  |  |  |  |  |  |  |  |  |  |
| "Tus Besos"                                                                               | 2021 | — | Singles sem álbum |  |  |  |  |  |  |  |  |  |  |
| "Nadie Te Entiende"                                                                       | 2021 | — | Singles sem álbum |  |  |  |  |  |  |  |  |  |  |
| "Pase Lo Que Pase" (com Joey Montana)                                                     | 2021 | — | Singles sem álbum |  |  |  |  |  |  |  |  |  |  |
| "Dime Dime"                                                                               | 2022 | — | Singles sem álbum |  |  |  |  |  |  |  |  |  |  |
| "Miedo de Sentir"                                                                         | 2023 | — | Singles sem álbum |  |  |  |  |  |  |  |  |  |  |
| "Salud Hermana" (com Cielo Torres)                                                        | 2023 | — | Singles sem álbum |  |  |  |  |  |  |  |  |  |  |
| "Anónimo" (com Mario Bautista)                                                            | 2023 | — | Singles sem álbum |  |  |  |  |  |  |  |  |  |  |
| “Cenicienta”                                                                              | 2024 |   |                   |  |  |  |  |  |  |  |  |  |  |
| “Otro Mood”                                                                               | 2024 |   |                   |  |  |  |  |  |  |  |  |  |  |
| "—" denota uma gravação que não entrou nas paradas ou não foi lançada naquele território. |      |   |                   |  |  |  |  |  |  |  |  |  |  |

#### Singles promocionais
| Título                                                                                                | Ano  | Álbum                              |
| --- | ---- | ---------------------------------- |
| "Alas"                                                                                                | 2016 | Soy Luna                           |
| "Sobre Ruedas" (com Valentina Zenere, Katja Martinez, Malena Ratner, Chiara Parravicini and Ana Jara) | 2016 | Soy Luna                           |
| "Modo Amar" (com elenco de Soy Luna)                                                                  | 2018 | Modo Amar                          |
| "Soy Yo"                                                                                              | 2018 | Modo Amar                          |
| "El Lugar"                                                                                            | 2018 | Wifi Ralph (Banda Sonora Original) |
| "Desde Hoy"                                                                                           | 2021 | Single promocional sem álbum       |
| "La Canción Más Bonita" (com Pipe Bueno)                                                              | 2022 | Siempre Fui Yo                     |
| "No Pretendo Negar" (com Pipe Bueno)                                                                  | 2024 | Siempre Fui Yo 2                   |

### Participações especiais
| Título      | Ano  | Outros artistas | Álbum                                     |
| ----------- | ---- | --------------- | ----------------------------------------- |
| "La Bikina" | 2017 | —               | Coco (trilha sonora original em espanhol) |
| "Dime Ven"  | 2022 | Motel           | Origen (En Vivo)                          |

## Turnês

### Estrelando
- Que Se Pare el Mundo Tour (2018–2020)

### Co-Estrelando
- Soy Luna en Concierto (2016-2017)
- Soy Luna Live (2017–2018)
- Soy Luna en Vivo (2018)

## Livros
- Soy Karol Sevilla. [S.l.: s.n.] 2017

## Prêmios e indicações
| Ano  | Prêmio                        | Categoría                                 | Trabalho       | Resultado | Ref    |
| ---- | ----------------------------- | ----------------------------------------- | -------------- | --------- | ------ |
| 2016 | Kids' Choice Awards México    | Atriz Favorita                            | Soy Luna       | Indicado  |        |
| 2016 | Kids' Choice Awards Colombia  | Atriz Favorita                            | Soy Luna       | Indicado  |        |
| 2016 | Tú Awards                     | #Queen do Instagram                       | Ela mesma      | Indicado  |        |
| 2016 | Kids' Choice Awards Argentina | Atriz Favorita                            | Soy Luna       | Venceu    |        |
| 2017 | Kids' Choice Awards México    | Atriz Favorita                            | Soy Luna       | Indicado  |        |
| 2017 | Kids' Choice Awards Colombia  | Atriz Favorita                            | Soy Luna       | Venceu    |        |
| 2017 | Tú Awards                     | #Influenciadora feminina com mais energia | Ela mesma      | Indicado  |        |
| 2017 | Tú Awards                     | #Queen do Instagram                       | Ela mesma      | Venceu    |        |
| 2018 | Eliot Awards                  | Migrador                                  | Ela mesma      | Indicado  |        |
| 2018 | Kids' Choice Awards México    | Atriz Favorita                            | Soy Luna       | Venceu    |        |
| 2018 | Kids' Choice Awards Argentina | Atriz Favorita                            | Soy Luna       | Venceu    |        |
| 2019 | Kids' Choice Awards México    | Atriz Favorita                            | Soy Luna       | Venceu    |        |
| 2021 | Kids' Choice Awards México    | Criador+Top                               | Ela mesma      | Venceu    | [ 23 ] |
| 2021 | Socialiteen                   | Tik Toker do ano 2021                     | Ela mesma      | Indicado  |        |
| 2021 | Socialiteen                   | Artista Viral de 2021                     | Ela mesma      | Indicado  | [ 24 ] |
| 2021 | Eliot Awards                  | Beat 4 Like                               | Ela mesma      | Indicado  | [ 25 ] |
| 2021 | Premio Jovem Brasil           | Hit Latino "Tus Besos"                    | Ela mesma      | Indicado  |        |
| 2021 | Premio Jovem Brasil           | Cantor Latino                             | Ela mesma      | Indicado  | [ 26 ] |
| 2022 | Produ Awards                  | Melhor atriz protagonista infanto/juvenil | Siempre fui yo | Venceu    | [ 27 ] |